# Kermes boguei
Kermes boguei är en insektsart som beskrevs av Cockerell 1897. Kermes boguei ingår i släktet Kermes och familjen eksköldlöss. Inga underarter finns listade i Catalogue of Life.